# Guillem II de Provença-Avinyó
Guillem II de Provença (abans de 975 - ~ 1024) fou un comte i marquès de Provença, de la branca major d'Avinyó, que va governar en indivís amb el seu germà Ratbold II de Provença.
Probablement fill de Ratbold I i germà de Ratbold II de Provença. No s'ha de confondre amb el germà de Ratbold I, Guillem l'Alliberador, que va néixer uns 20 anys abans.
S'hauria casat amb Adalais, segons una carta del 1005 per la que l'arquebisbe de Marsella Ponç ("Pontius…Massiliensis ecclesie pontifex") feia una donació amb consentiment del seu senyor Rotbald i de la comtessa Adalais i el seu fill Guillem ("domni Rodhbaldi comitis et domne Adalaizis comitisse, domnique Guillelmi comitis filii eius") que podria ser fill de Ratbold II o d'Adalais i Guillem, ja que sembla que tant Ratbold II com Guillem II tenien un fill de nom Guillem i tots els fills tenien la consideració de comtes. Entre els signants figura "Ermengardi uxor Rodbaldi comitis" que era l'esposa de Ratbold II (ja que l'esposa de Ratbold I era Emildis del Gavaldà.
Hauria tingut un fill de nom Guillem, mort abans que el pare, i una filla de nom Toda, comtessa de Besalú per matrimoni. No va deixar successió i els seus drets van passar a la descendència del seu germà Ratbold II, representada per Guillem III de Provença-Avinyó.